# Stobnica (jezioro)
Stobnica (niem. Grosse Stavenitz See) – jezioro rynnowe w Polsce, położone w województwie zachodniopomorskim, w powiecie choszczeńskim, w gminie Choszczno.
Akwen leży na Pojezierzu Choszczeńskim, około 1,8 km na wschód od miejscowości Korytowo.